# Nuʿaim ibn Hammād
Nuʿaim ibn Hammād ibn Muʿāwiya al-Chuzāʿī al-Marwazī arabisch نعيم بن حماد بن معاوية الخزاعي المروزي, DMG Nuʿaim b. Ḥammād b. Muʿāwiya al-Ḫuzāʿī al-Marwazī (gest. 844–845) aus Marw ar-Rudh war ein Traditionarier im Irak, später mit Wirkungsfeld Ägypten. Sein Beiname war al-Fārid/al-Faradī الفارض, الفرضي / al-Fāriḍ, al-Faraḍī, da er sich auf dem Gebiet des islamischen Erbrechts (farāʾiḍ) gut auskannte.

## Leben
Seine wissenschaftliche Tätigkeit als Sammler von Hadithen fällt in die Zeit vor der Abfassung der ersten großen kanonischen Traditionssammlungen. Von ihm übernahm unter anderen al-Buchārī Hadithe und verarbeitete sie in seinem „Sahih“. Nuʿaim ibn Hammād studierte und lehrte zunächst in Basra, übersiedelte dann nach Ägypten, wo er vierzig Jahre lebte. In theologischen Fragen folgte er der sunnitischen Lehre. Ein spanischer Historiker, der bei at-Tahāwī in Ägypten studierte, berichtet über ihn: „Für ihn gab es zwei Korane. Das, was sich auf der Tafel befindet, ist die Rede Gottes; das aber, was die Menschen in Händen halten, ist erschaffen.“
Der Begriff „Tafel“ ist hier eine Anspielung auf die Koranstelle:

„(21) Nein! Es ist ein preiswürdiger Koran (was hier verkündet wird). (22) (im Original droben im Himmel?) auf einer wohlverwahrten Tafel“

Folglich weigerte er sich während der Mihna, die Erschaffenheit des Korans und weitere Lehren der Muʿtazila anzuerkennen und ist deshalb mit anderen Gelehrten Ägyptens nach Bagdad deportiert worden. Er starb im Gefängnis von Samarra bei Bagdad.

## Werke

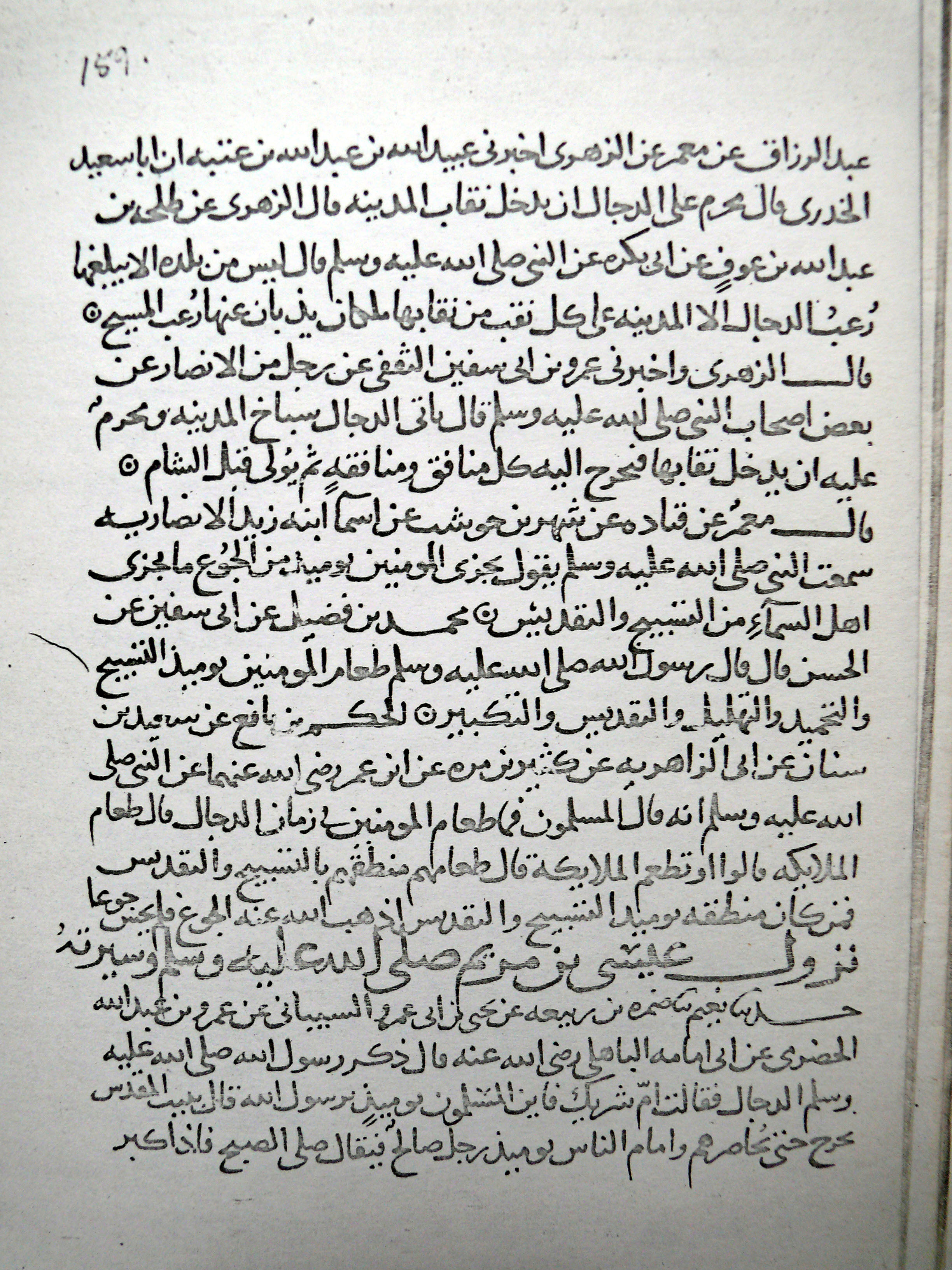
Ein Blatt aus dem Kitab al-Fitan. Kapitel: „Die Ankunft von Isa ibn Maryam und sein Werdegang.“ (5. Zeile von unten).

Gemäß Angaben islamischer Biographen soll er mehrere Werke, auch über das Erbrecht, verfasst haben, die heute nicht mehr erhalten sind. Über seine Glaubwürdigkeit als Überlieferer von Traditionen äußert sich die Hadithkritik überwiegend negativ. an-Nasāʾī warf ihm sogar Hadith-Fabrikation vor. Die umfangreichste Biographie widmeten ihm al-Mizzī und adh-Dhahabī und stellten darin die kontroversen Ansichten der Hadithkritiker über ihn zusammen.
- Kitāb al-fitan wal-malāhim / كتاب الفتن والملاحم / Kitāb al-fitan wal-malāḥim / ‚Das Buch über die Anfechtungen und Gemetzel‘ ist das einzige Werk, das erhalten und zweimal im Druck erschienen ist.[3] Die 1506 Hadithe[4] sind eschatologischen Inhalts und schildern chiliastische Erwartungen in der islamischen Geschichte, den Untergang der arabischen Dynastien, die Wiederkehr von ʿĪsā ibn Maryam und das jüngste Gericht. Eine Auswahl daraus (Muḫtaṣar), mit der Weglassung der im Grundwerk angegebenen Isnade, verfasste der hanafitische Gelehrte Scharaf ad-Dīn Nasrallāh ibn ʿAbd al-Munʿim ibn Schuqair al-Hanafī at-Tanūchī (geb. 1207; gest. 1284); davon liegt eine Abschrift in der Zahiriya-Bibliothek von Damaskus (heute: Bibliothek Asad) auf 115 Folios vor.[5]

- Kitāb al-ʿibāra / كتاب العبارة, ein Buch über Traumdeutungen in drei Teilen wird von andalusischen Biographen genannt, das durch ägyptische Vermittlung in den islamischen Westen gelangte.[6]

Traditionen zu ritualrechtlichen Fragen in seiner Überlieferung sind in den kanonischen Hadithsammlungen, im Kommentar von Ibn ʿAbd al-Barr zum Muwatta', bei at-Tahāwī, ferner in der Koranexegese von at-Tabarī und Ibn Kathīr erhalten.